# Сан-Кристобаль (Санта-Фе)
Сан-Кристобаль (исп. San Cristóbal) — город и муниципалитет в департаменте Сан-Кристобаль провинции Санта-Фе (Аргентина), административный центр департамента.

## История
В 1881 году здесь была основана сельскохозяйственная колония Сан-Кристобаль. В 1887 году здесь прошла железная дорога, и в 1890 году был официально образован населённый пункт. В 1959 году он получил статус города.